# Wiener Blut (Album)
Wiener Blut ist das fünfte Studioalbum des österreichischen Sängers Falco. Es erschien im September 1988, der Titel ist der gleichnamigen Operette Wiener Blut entliehen.

## Vorgeschichte
Falco, der 1987 nach der kräfteraubenden Japan-Tour körperlich und psychisch in einer schlechten Verfassung war und musikalisch wenig von sich reden machte, zog sich in der Folge weitgehend aus der Öffentlichkeit zurück. Vor Ende des Jahres brachte er zusammen mit Brigitte Nielsen die Chart-Single Body Next to Body heraus.

## Entstehung und Veröffentlichung
Die Erstveröffentlichung von Wiener Blut erfolgte am 22. September 1988 bei Teldec. Das Album erschien in seiner Originalausführung als CD (Katalognummer: 243 846-2) und LP (Katalognummer: GIG 222 147) mit elf Titeln. Am 1. April 2022 erschien eine Deluxeversion mit drei Remixen als Bonustitel, den sogenannten „Extended Versions“ sowie einer Bonus-CD mit weiteren Singleversionen und Instrumentalversionen.
Geschrieben wurden die Lieder hauptsächlich vom Interpreten selbst, lediglich am Schreibprozess zu Garbo und Untouchable sowie der Coverversion zu Do It Again (Steely Dan) war Falco nicht involviert. Die meisten Titel entstanden in Zusammenarbeit mit den Koautoren Bolland & Bolland, M.D. Clinic, Gunther Mende, Gerd Plez und Candy de Rouge. Die Koautoren Bolland & Bolland, Mende und Rouge zeichneten zudem auch für die Produktion verantwortlich. Falco selbst produzierte mit Mal Luker den Titel Do It Again.
Falco widmete das Album nach Emotional seiner vermeintlichen Tochter Katharina Bianca und Justin Dylan, dem 1988 geborenem Sohn von Rob Bolland.

## Titelliste
1. Wiener Blut – 3:31 a
2. Falco Rides Again – 4:44 a
3. Untouchable – 3:17 a
4. Tricks – 3:52 a
5. Garbo – 3:49 a
6. Satellite to Satellite – 5:14 a
7. Read a Book – 3:56 b
8. Walls of Silence – 4:39 b
9. Solid Booze – 4:31 b
10. Sand am Himalaya – 4:01 b
11. Do it Again – 5:15 c

### Deluxe Edition
12. Wiener Blut (12" Remix) – 7:20
13. Satellite to Satellite (Extended Remix Version) – 8:19
14. Do It Again (Shep Pettibone 12" Remix) – 8:57

### Deluxe Edition (Bonus-CD)
1. Body Next to Body (Dance Mix) – 6:18
2. Body Next to Body (Extended Rock Version) – 6:30
3. Body Next to Body (Extended Other Version) – 6:22
4. Body Next to Body (Rock Version) – 4:20
5. Body Next to Body (Other Version) – 4:16
6. Body Next to Body (Radio Version) – 4:20
7. Satellite to Satellite (TV-Mix) – 3:26
8. Satellite to Satellite (Special Radio Edit) – 3:26
9. Satellite to Satellite (Full Length Special Radio Edit) – 4:09
10. Satellite to Satellite (Instrumental Version) – 4:24
11. Do It Again (Shep Pettibone 7" Remix/Edit) – 4:20
12. Do It Again (Shep Pettibone Dub It Again Mix) – 7:53

## Singleauskopplungen
| Jahr          | Titel                  | Höchstplatzierung, Gesamtwochen, AuszeichnungChartplatzierungen (Jahr, Titel, , Platzierungen, Wochen, Auszeichnungen, Anmerkungen) | Höchstplatzierung, Gesamtwochen, AuszeichnungChartplatzierungen (Jahr, Titel, , Platzierungen, Wochen, Auszeichnungen, Anmerkungen) | Höchstplatzierung, Gesamtwochen, AuszeichnungChartplatzierungen (Jahr, Titel, , Platzierungen, Wochen, Auszeichnungen, Anmerkungen) | Anmerkungen                                                 |
| Jahr          | Titel                  | DE | AT | CH | Anmerkungen                                                 |
| ------------- | ---------------------- | --- | --- | --- | ----------------------------------------------------------- |
| 1988          | Wiener Blut            | DE9 (11 Wo.)DE | AT4 (10 Wo.)AT | CH24 (5 Wo.)CH | Erstveröffentlichung: August 1988                           |
| 1988          | Satellite to Satellite | — | — | — | Erstveröffentlichung: 1988                                  |
| Promo-Singles |                        | | | |                                                             |
|               |                        | | | |                                                             |
| 1988          | Do It Again            | — | — | — | Erstveröffentlichung:1988 VÖ nur in den Vereinigten Staaten |
| 1988          | Garbo                  | — | — | — | Erstveröffentlichung:1988 VÖ nur in Frankreich              |

## Chartplatzierungen
Wiener Blut avancierte mit Rang zwei in Österreich und Rang neun in Deutschland zum Top-10-Erfolg. In Österreich war es nach vier Studioalben in Folge das erste, das es nicht an die Chartspitze schaffte. In der Schweiz verfehlte das Album mit Rang zwölf knapp die Top 10.
| ChartsChartplatzierungen | Höchstplatzierung | Wochen |
| ------------------------ | ----------------- | ------ |
| Deutschland (GfK)        | 9 (10 Wo.)        | 10     |
| Österreich (Ö3)          | 2 (11 Wo.)        | 11     |
| Schweiz (IFPI)           | 12 (6 Wo.)        | 6      |